# Odontochelys
Odontochelys é uma das mais antigas espécies de tartarugas já conhecida. A espécie foi descrita pela primeira vez a partir de três amostras de 220 milhões anos de idade, escavados em depósitos do Triássico provenientes de Guizhou, China. Tais fósseis ajudaram ainda a explicar o surgimento do casco das tartarugas.
Como uma tartaruga primitiva, Odontochelys era grosseiramente diferente das tartarugas modernas. Tartarugas modernas possuem um bico córneo, sem dentes na boca. Em contraste, os fósseis foram encontrados tinham dentes embutidos em suas mandíbulas superior e inferior. Uma das características mais marcantes das tartarugas (modernas e pré-históricas), é sua concha dorsal, que forma uma carapaça blindada sobre o corpo do animal. A Odontochelys só possuía a parte inferior da armadura, o plastrom. Ela ainda não tem uma carapaça sólida como a maioria das outras tartarugas tem. Ao invés disso, Odontochelys possuía vários reforços como os de embriões de tartarugas modernas, que ainda não começaram a desenvolver as placas ossificadas de uma carapaça.

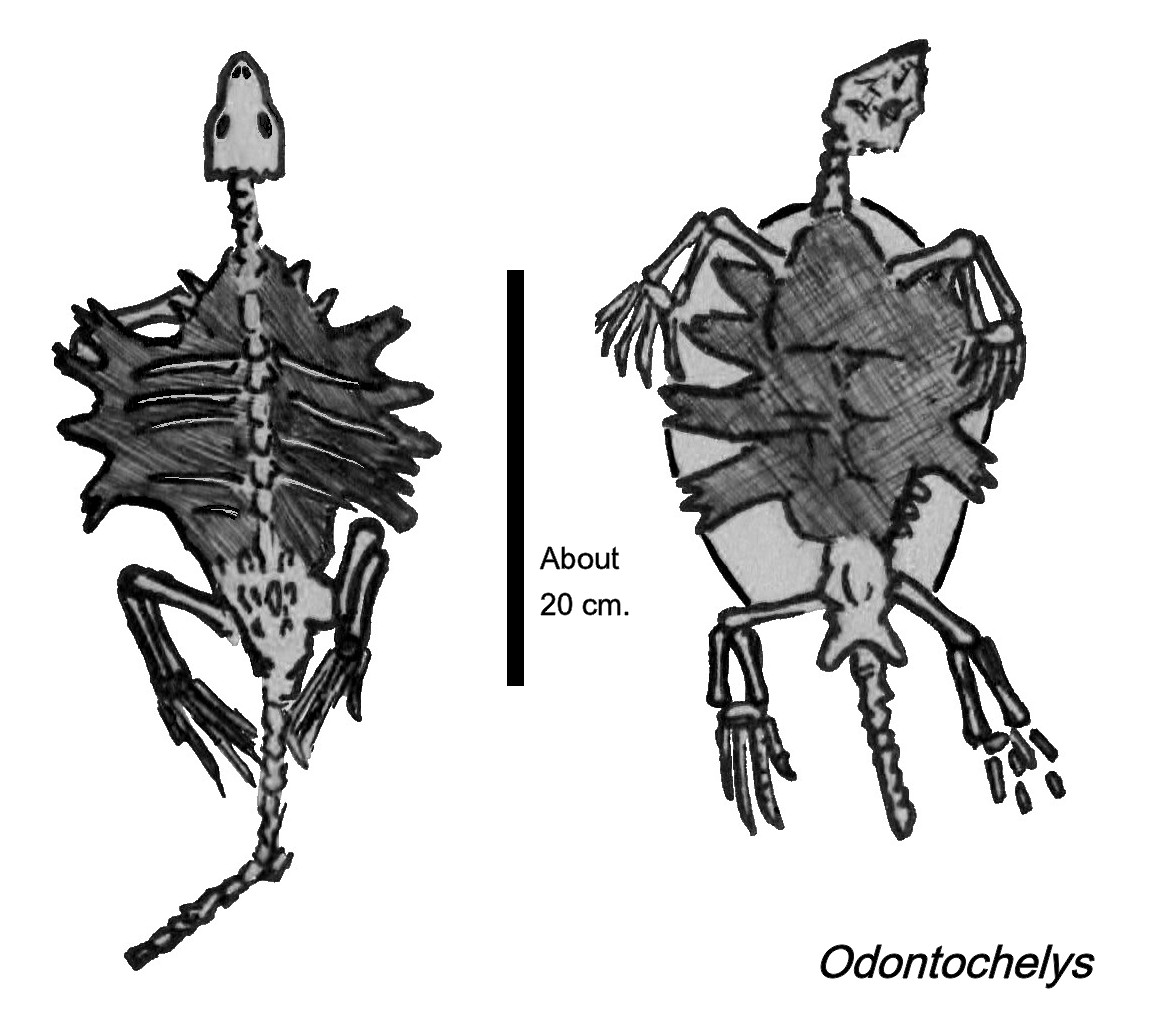
Esqueleto de um Odontochelys

Além da presença de dentes e da ausência de uma carapaça sólida, algumas outras características do esqueleto da Odontochelys a difere bastante das tartarugas modernas e das outras espécies pré-históricas que surgiram mais tarde. Os pontos de articulação entre as costelas e as vértebras dorsais são decididamente diferentes na Odontochelys, que em tartarugas que surgiram mais tarde. Em uma comparação das proporções do crânio, seu crânio é muito mais alongado pré-orbitalmente (a frente dos olhos) em comparação com outras tartarugas. A cauda da Odontochelys foi maior em proporção ao seu corpo do que outras tartarugas. Juntas, essas diferenças anatômicas foram interpretados pelos descobridores no sentido de que a Odontochelys tem algumas das características mais primitivas jamais vistas em uma tartaruga. Alguns cientistas, no entanto, estão céticos da ideia. Reisz e Head propuseram que Odontochelys não representa uma tartaruga com um escudo, em parte, evoluiu, mas que é um descendente de uma velha tartaruga, e que a casca se inverteu. Tais características podem ser vistas nas tartarugas modernas, como as Tartarugas-de-Couro (do gênero Dermochelys).
É provável que a Odontochelys tenha sido aquática, como os espécimes fósseis foram encontrados em depósitos marinhos abundantes com os conodontes e amonites. Teoriza-se que a tartaruga primitiva frequentava águas marinhas rasas perto da costa.
O nome da espécie, Odontochelys semitestacea literalmente significa "tartaruga dentada com meia-concha" - uma descrição de suas mais marcantes características físicas.
Atualmente, a espécie de tartaruga mais antiga conhecida é a Eorhynchochelys sinensis .